# Joseph Cogan
Pour les articles homonymes, voir Cogan.
Joseph Cogan (né le 1er janvier 1903, Kichinev, Russie, aujourd'hui Moldavie-1944, Auschwitz) est le comptable-économe de la Maison d'Enfants de Broût-Vernet à Broût-Vernet (Allier), durant la Seconde Guerre mondiale. Il est arrêté le  2 novembre 1943 et déporté avec ses deux enfants par le Convoi No. 64, en date du 7 décembre 1943 de Drancy à Auschwitz, où les deux enfants sont assassinés à leur arrivée, et leur père sept mois plus tard. 

## Biographie
Joseph Cogan est né le 1er janvier 1903, Kichinev, Russie, aujourd'hui Moldavie,,,
,.
Son épouse est Jeanette Cogan (née Céorna Cohn), née le 5 mai 1903 à Iași, en Roumanie.
Leur fille, Fanny Cogan, est née le 27 novembre 1937, dans le 6e arrondissement de Paris.

### Seconde Guerre mondiale
En 1939 Joseph Cogan veut s’engager dans l'armée française mais il n’est pas appelé.

#### Broût-Vernet
Joseph Cogan, Jeannette Cogan et Fanny Cogan  sont parmi les premiers à arriver à la Maison d’Enfants de  Broût-Vernet (Allier) en janvier 1940.
Diplômé de H.E.C.(Hautes Études Commerciales), Joseph Cogan y occupe la position de comptable et Jeannette occupe la fonction de lingère.